# Ali Babacan
Ali Babacan (ur. 1967 w Ankarze) – turecki inżynier, przedsiębiorca i polityk, minister i wicepremier, poseł do Wielkiego Zgromadzenia Narodowego Turcji, lider Partii Demokracji i Postępu (DEVA).

## Życiorys
W 1989 ukończył studia w zakresie inżynierii przemysłowej na Bliskowschodnim Uniwersytecie Technicznym w Ankarze. W 1990 otrzymał stypendium Programu Fulbrighta, w 1992 ukończył studia podyplomowe MBA w Kellogg School of Management na Northwestern University w Evanston. W latach 1992–1994 pracował w firmie konsultingowej w Chicago, a następnie powrócił do Ankary, gdzie do 2002 kierował rodzinnym przedsiębiorstwem.
W 2001 podjął działalność polityczną, biorąc udział w powołaniu Partii Sprawiedliwości i Rozwoju (AKP). W 2002 po raz pierwszy został wybrany na deputowanego, utrzymując mandat również w 2007 i 2011. Nie znalazł się w parlamencie wybranym w czerwcu 2015 (partia nie umieściła wówczas na listach wyborczych osób, które dotąd trzykrotnie z jej ramienia uzyskiwały mandat). Powrócił do niego jednak po kolejnych wyborach z listopada 2015; obowiązki deputowanego wykonywał do 2018.
W listopadzie 2002 został ministrem stanu do spraw gospodarczych w tworzonym przez AKP rządzie Abdullaha Güla. Zachował to stanowisko w powołanym w marcu 2003 gabinecie Recepa Tayyipa Erdoğana. W czerwcu 2005 został dodatkowo głównym negocjatorem ze strony tureckiej w negocjacjach dotyczących przystąpienia Turcji do Unii Europejskiej. W sierpniu 2007 Recep Tayyip Erdoğan mianował go ministrem spraw zagranicznych. Ali Babacan pełnił tę funkcję do maja 2009. Później był wicepremierem i ministrem stanu do spraw gospodarczych (do lipca 2011), a następnie wicepremierem do spraw gospodarczych (do sierpnia 2015).
W późniejszych latach zrezygnował z członkostwa w AKP; w 2020 współtworzył partię DEVA, został przewodniczącym tego ugrupowania.